# Eithel Ivrin
Eithel Ivrin (‘fuentes de Ivrin’ o ‘cataratas del Ivrin’ en sindarin) son unas fuentes ficticias descritas en el legendarium del escritor británico J. R. R. Tolkien, que aparecen en su novela El Silmarillion.

## Ubicación
Son el nacimiento del río Narog, en una zona denominada Ivrin, situada al pie de las Ered Wethrin. Forman manantiales, pequeños lagos y cascadas.

## Historia ficticia
Las fuentes de Eithel Ivrin y sus lagos se conservaron puros gracias a la protección de Ulmo, guardián de todos los manantiales de las tierras de Beleriand, siendo así que sus aguas tenían muchas propiedades curativas.
Fue en este lugar donde, en el año 20 de la Primera Edad del Sol, tuvo lugar la gran reunión de la Mereth Aderthad (‘fiesta de la reunión’), con gran acuerdo entre los elfos.

...Fingolfin, Rey de los Noldor, celebró una gran fiesta; y fue en primavera cerca de los Estanques
de Ivrin, donde nacía el Río Narog, pues allí las tierras eran verdes y hermosas al pie de las Montañas
de la Sombra que los escudaban del norte. La alegría de esa fiesta se recordó mucho tiempo en los
posteriores días de dolor...

Las aguas de estas fuentes fueron usadas por Gwindor para curar la locura que dominaba a Túrin tras haber dado muerte a su amigo Beleg.

Allí Gwindor le hablo a Túrin diciendo:
¡Despierta, Túrin hijo de Húrin Thalion! En el lago de Ivrin hay una risa continua. Se alimenta de
fuentes cristalinas que nunca dejan de manar, y Ulmo, el Señor de las Aguas, que labró su belleza
en días antiguos, cuida de que nada las manche–. Entonces Túrin se arrodilló y bebió de esas aguas
y súbitamente se echó de bruces, y sus lágrimas corrieron por fin, y se le quitó la locura.

En el 495 de la Primera Edad del Sol, el dragón Glaurung pasó por Eithel Ivrin en su camino para atacar Nargothrond, no perdiendo la oportunidad de acabar con su pureza para siempre.